# Auxanographie
L'auxanographie est une opération qui met en évidence le milieu de culture le plus favorable à la croissance d'une souche microbienne donnée qu'elle cherche à identifier à l'aide d'un auxanogramme.
L'auxanogramme est une plaque de culture où l'on dépose plusieurs gouttes de milieux de culture différents. On observe ensuite la croissance microbienne de la souche étudiée et on en déduit le milieu nutritif le plus favorable.
Un auxanogramme permet de caractériser l'aptitude à la croissance d'un micro-organisme (par exemple d'une bactérie) dans un milieu synthétique enrichi avec divers substrats utilisés comme sources uniques de carbone et d'énergie.